# Rock & Roll Racing
Rock N' Roll Racing é um jogo eletrônico de corrida e de combate de veículos que possui um estilo único para um jogo de 1993. Desenvolvido pela Blizzard Entertainment (que na época se chamava Silicon & Synapse) e publicado pela Interplay, o grande forte do jogo é a trilha sonora no estilo rock n' roll, o que adiciona mais emoção às corridas, ultrapassagens e principalmente a batidas "que acontecem em excesso no decorrer das fases". Outro destaque é o estilo batalha que acompanha as corridas com tiros e bombas voando para todos os lados. O game foi portado para o Game Boy Advance em 2003.
Em 1994, a revista Electronic Gaming Monthly premiou este jogo como "O Melhor Jogo de Corrida do Ano de 1993" ("Best Driving Game of 1993"). Foi eleito pela IGN como o 72º melhor jogo do SNES.

## Sinopse
Eles fizeram o primeiro motor de combustão utilizados em carros dos séculos XIX, XX e XXI.
Nestes automóveis de corridas, os homens queriam testar seus juízos, habilidades e máquinas uns contra os outros, onde só os melhores sobreviveriam. Velhas nações como a Alemanha, Inglaterra, França e os Estados Unidos começaram a exploração regular de corridas para comemorar o automóvel, o mais novo padrão de serviços de transporte. 
Quando a humanidade descobriu vida inteligente em Bogmire no ano de 2833 eles começaram uma loucura nada visto antes. O Saurions sobre Bogmire começaram corridas com todos os tipos de veículos, delirando com clássico da música rock n' roll do planeta Terra. A ideia foi passada adiante, e a comissão do Rock N' Roll Racing foi formada. Eles são responsáveis pelas regras, regulamentos e divertidas corridas de Rock N Roll. 
A primeira corrida foi realizada em 2911, um milênio após a primeira edição das 500 Milhas de Indianápolis. 
Flip Jhonson da TERRA completou e venceu a primeira corrida da Rock N' Roll Racing com a sua marca de nitro ácido chamado nitro de raio. Foi uma perturbação desde a turnê das três corridas. Dangbar de Bogmire foi claramente ultrapassado. Dangbar ameaçou comer flip se ele competisse novamente de modo flip abriu uma escola de condução na Terra, o seu planeta e afastou-se das corridas. 
Agora, evidentemente, Rock N' Roll Racing é o mais vigiado esporte no universo. Estima-se que 7,8 bilhões de pessoas de 17 planetas estão em sintonia regularmente para ver a idade moderna da demolição derby. 
Procurado: Alguns Bons Heróis 

## Enredo
A história se desenvolve como se tudo ocorresse em um campeonato interplanetário com competições em vários planetas diferentes (seis no total), cada um com a atmosfera variada:
1. Planeta Chen VI - 94°C
2. Planeta Drakonis - 110°C
3. Planeta Bogmire - 80°C
4. Planeta New Mojave - 115°C
5. Planeta Nho - -20°C
6. Planeta Inferno - 160°C

O interessante é a parte que permite ao jogador poder equipar ao máximo seu carro com armas, latarias, pneus, entre outros equipamentos. Usa o sistema isométrico e a jogabilidade é boa. Existem três níveis de dificuldade: Rookie, Veteran e Warrior, sendo que no mais fácil (Rookie) é possível terminar o jogo em menos de uma hora.
Há versões para SNES e Sega Genesis (Mega Drive). Elas são parecidas, porém há algumas diferenças, como trilha sonora e alguns elementos gráficos. A jogabilidade é mais difícil na versão para Genesis.
Conforme o manual do jogo, o background do jogo é o seguinte: a primeira corrida automobilística foi realizada na França em 1894, sete anos após o primeiro carro feito por Herr Daimler Herr Benz da Alemanha. Eles fizeram o primeiro motor a combustão utilizados em automóveis dos séculos XIX, XX e XXI. Nestes automóveis de corridas, os homens queriam testar seus juízos, habilidade e máquinas uns contra os outros onde só os melhores sobreviveriam. Velhas nações como a Alemanha, Inglaterra, França e os Estados Unidos começaram a exploração regular de corridas para comemorar o automóvel, o mais novo padrão de serviços de transporte. Quando a humanidade descobriu vida inteligente em Bogmire no ano de 2833 eles começaram uma loucura nada vista antes. Os Saurions sobre Bogmire começaram corridas com todos os tipos de veículos, delirando com clássico do Rock n 'Roll do planeta TERRA. A ideia foi capturada e passada adiante. Assim, a comissão do Rock N' Roll Racing foi formada. Eles são responsáveis pelas regras, regulamentos e divertida corridas de Rock N Roll. A primeira corrida foi realizada em 2911, um milênio após as 500 Milhas de Indianápolis começar, e então e eles o chamavam de o Grande Prémio de Indianapolis Supercup. Flip Jhonson da Terra completou e venceu a primeira corrida de rock n' roll com a sua marca de nitro ácido chamado nitro de raio.
Foi uma perturbação desde a turnê das três corridas. Dangbar de Bogmire foi claramente ultrapassado. Dangbar ameaçou comer flip se ele competisse novamente de modo flip abriu uma escola de condução na terra, o seu planeta e afastou-se das corridas. Agora, evidentemente, rock'n'roll racing é o mais vigiado esporte no universo. Estima-se que 7,8 bilhoes de pessoas de 17 planetas estão em sintonia regularmente para ver a idade moderna da demolição derby.

## Personagens
Abaixo, uma lista dos personagens.
| Nº | Personagem                           | Inspirado em                                                      | Planeta    | Qualidades/Qualificações                             |
| -- | ------------------------------------ | ----------------------------------------------------------------- | ---------- | ---------------------------------------------------- |
| 1  | Snake Sanders                        | David Coverdale                                                   | Terra      | (+1 Aceleração, +1 Velocidade)                       |
| 2  | Cyberhawk                            | Baseado na arte do álbum Screaming for Vengeance, do Judas Priest | Serpentis  | (+1 Aceleração, +1 Pulo)                             |
| 3  | Ivanzypher                           |                                                                   | Fleagull   | (+1 Pulo, +1 Velocidade)                             |
| 4  | Katarina Lyons                       |                                                                   | Panteros V | (+1 Pulo, +1 Curvas)                                 |
| 5  | Tarquinn                             | Brian Tarquin                                                     | Aurora     | (+1 Velocidade, +1 Curvas)                           |
| 6  | Jake Badlands                        | Jake E. Lee                                                       | Xeno Prime | (+1 Aceleração, +1 Curvas)                           |
| 7  | Olaf from The Lost Vikings (Secreto) |                                                                   | Valhalla   | (+1 Aceleração, +1 Velocidade, +1 Curvas, e +1 Pulo) |

### Vilões
| Nome            | Inspirado em                                                                                                | Veículo     | Planeta    |
| --------------- | --- | ----------- | ---------- |
| Viper mackay    | | Marauder    | Chem VI    |
| Grinder X19     | Seu nome é homônimo a uma música da banda Judas Priest                                                      | Air Blade   | Drakonis   |
| Ragewortt       | | Battle Trak | Bogmire    |
| Roadkill Kelly  | mistura do rosto do O Exterminador do Futuro com o rosto de Sebastian Bach, ex-vocalista da banda Skid Row. | Battle Trak | New Mojave |
| Butcher Icebone | Butch Vig, um produtor musical                                                                              | Havac       | NHO        |
| J.B Slash       | O "JB" de seu nome foi inspirado na marca de captadores para guitarra, e Slash foi inspirado no guitarrista | Havac       | Inferno    |
| RIP             | Seu nome é inspirado numa gíria que simboliza o ato de tocar uma guitarra.                                  | Qualquer    | Terra      |
| Shred           | Seu nome é inspirado numa gíria que simboliza o ato de tocar uma guitarra.                                  | Qualquer    | Terra      |

Rip e Shred aparecem em todas as corridas quando se joga no modo 1 player. Quando se joga com 2 players, Shred é substituido pelo segundo jogador, e Rip continua aparecendo em todas as corridas.

### Outros Personagens
- Braddock - Personagem que aparece nas trocas de planetas, pelo menos troca se ele não barrar por falta de pontos.
- Fast Eddie - É o vendedor de carros.
- Gordo - É o vendedor de itens para os carros.

### Veículos
1. Dirt Devil (18.000)
2. Marauder (18.000)
3. Air Blade (70.000)
4. Battle Trak (110.000)
5. Havac (130.000)

## Trilha Sonora
1. Henry Mancini (Emerson, Lake & Palmer version) - Peter Gunn Theme
2. Black Sabbath - Paranoid
3. Steppenwolf - Born To Be Wild
4. George Thorogood and the Destroyers - Bad to the Bone
5. Golden Earring - Radar Love (Somente na versão para Mega Drive)
6. Deep Purple - Highway Star

## Narração
O narrador do jogo, famoso por frases como "Let the carnage begin" é Larry Huffman.

### Falas
- Let The Carnage Begin -> Que A Matança (Carnificina) Comece.
- The Stage Is Set, The Green Flag Drops -> O Palco Está Pronto, A Bandeira Verde Cai.
- Is About To Blow -> Está Prestes A Explodir
- Last Lap -> Última Volta
- Spin Out -> Rodar, Girar
- Fades In The Last -> Desaparece Na Última Posição
- Jams In The First -> Comemora o Primeiro Lugar
- Lights Them Up -> Envergonha O Adversário (Acende)
- Looks Lost Out There -> Parece Perdido Por Lá
- Should Avoid Mines -> Deveria Evitar Minas
- Get Hammered -> Pegar Duro (Gíria)
- Scores In First Place, Is Knockout -> Ganha Pontos Na Primeira Colocação, É Nocaute
- Is In Another Time Zone -> Está Em outro Fuso Horário
- Gets The Weak Third -> Ganha O Fraco Terceiro Lugar
- Finished In Second -> Terminou Em Segundo
- Wipe Out -> Sai Fora, É Explodido.
- Is Heading The Wrong Way -> Está Na Contra-Mão
- Power Off -> Fica Sem Munição (Mina, Tiro..)
- Unleash His Hard Fury -> Mostra Toda Sua Fúria
- Is Dominating The Race -> Está Dominando A Corrida
- Powers Up -> Poderes Recuperados
- Holy Toledo -> Expressão para algo inacreditável ou perturbador
- Launches himself -> Se lançou.

## RPM Racing
Silicon & Synapse lançou 2 anos antes outro game no estilo isométrico chamado RPM Racing (SNES). É provável que tenha servido de experiência para o desenvolvimento de Rock N' Roll Racing. Um dos destaques era o editor de pistas, raro na plataforma 16 bits.

## Sequência
- Rock & Roll Racing 2: Red Asphalt - Em 1997, a Interplay lançou a sequência do jogo, para o PlayStation.

## Créditos

### Equipe de desenvolvedores
- Game Design: Silicon & Synapse, Alan Pavlish
- Producers: Allen Adham, Alan Pavlish
- Executive Producer: Brian Fargo
- Programming: Bob Fitch, Pat Wyatt, Allen Adham
- Artwork: SamWise Didier, Ron Millar, Joeyray Hall
- Additional Artwork: Stu Rose, Clyde Matsumoto, Paul Barton, Anthony Gomez
- Voice Talent: Larry Huffman
- Audio Programming: Software Creations
- QA Director: Kerry Garrison
- Assistant QA Director: Rodney Relosa
- Lead Testers: Dave Healy, Dean Schulte, Chris Tremmel
- Additional Testing: Frank Alberry, Michael Packard, Brian Fargo, Matt Findley, Everyone at *Interplay Thanks To: Todd Camasta, Bill Heineman, Allen Anderson

## Easter Eggs
- No jogo The Lost Vikings, do qual o Olaf é um dos personagens, há um easter egg sobre o RRR. Numa certa parte do jogo em que aparece o grande vilão do game (Tormator), quando ele aparece de costas, a imagem nos induz a perceber que ele está jogando o RRR.